# سنگ‌نگاره مرد با شاخ نعمت
 سنگ‌نگاره مرد با شاخ نعمت مجسمه‌ای است به شکل مرد که در دستش  شاخ نعمت (به انگلیسی: Cornucopia) است. این پیکره متعلق به دوره  اشکانیان است و در نزدیکی مسجد سلیمان در یک معبد باستانی کشف شده است.  مرد در حال انجام مراسم (مذهبی) است و برای بهرام (از ایزدان ایرانی) و به منظور نگاهداری تاج و تخت پیشکش شده است.